# The Lady Killer
The Lady Killer é o terceiro álbum de estúdio do cantor e compositor norte-americano Cee Lo Green, lançado nos Estados Unidos a 9 de Novembro de 2010 pela editora discográfica Elektra Records. Gravado entre 2009 a 2010, os seus géneros musicais são o soul, o pop, o funk e o neo soul. No disco, o artista trabalhou com vários produtores musicais, incluindo ele próprio, que também foi produtor executivo, o duo The Smeezingtons, Salaam Remi, Fraser T Smith, entre outros.
The Lady Killer foi geralmente bem recebido pela crítica especialista em música contemporânea, tendo recebido uma classificação de 80 a partir de 100 pelo sítio Metacritic e vários elogios pela sua composição de música pop. Nos EUA, estreou no número nove da tabela musical Billboard 200, registando aproximadamente 41 mil cópias vendidas durante a sua primeira semana de comercialização. No Reino Unido, estreou no número três e atingiu o primeiro lugar da tabela de R&B, tendo recebido o certificado de disco de platina por duas vezes no país. Até Outubro de 2012, o álbum já havia vendido mais de 498 mil exemplares em território nacional.

## Alinhamento de faixas
Edição padrão
1. "The Lady Killer Theme (Intro)"
2. "Bright Lights Bigger City"
3. "Fuck You!"
4. "Wildflower"
5. "Bodies"
6. "Love Gun" (com participação de Lauren Bennett)
7. "Satisfied"
8. "I Want You"
9. "Cry Baby"
10. "Fool for You" (com participação de Philip Bailey)
11. "It's OK"
12. "Old Fashioned"
13. "No One's Gonna Love You"

Edição Platinum
1. "The Lady Killer Theme (Intro)"
2. "Bright Lights Bigger City"
3. "Forget You"
4. "Wildflower"
5. "Bodies"
6. "Love Gun" (com participação de Lauren Bennett)
7. "Satisfied"
8. "I Want You (Hold on to Love)"
9. "Cry Baby"
10. "Fool for You" (com participação de Philip Bailey)
11. "It's OK"
12. "Old Fashioned"
13. "No One's Gonna Love You"
14. "Scarlet Fever"
15. "Anyway"
16. "The Lady Killer Theme (Outro)"
17. "Fuck You!"

## Desempenho nas tabelas musicais
| País — Tabela musical (2010/11)                               | Posição de pico |
| ------------------------------------------------------------- | --------------- |
| Austrália — ARIA Charts                                       | 24              |
| Bélgica — Ultratop                                            | 91              |
| Canadá — Canadian Albums Chart (Billboard)                    | 29              |
| Países Baixos — Mega Albums Top 100                           | 43              |
| União Europeia — European Top 100 Albums                      | 27              |
| França — Syndicat National de l'Édition Phonographique        | 90              |
| Alemanha — Media Control Charts                               | 77              |
| Irlanda — Irish Recorded Music Association                    | 18              |
| Escócia — Scottish Albums Chart (The Official Charts Company) | 16              |
| Suécia — Sverigetopplistan                                    | 53              |
| Reino Unido — UK Albums Chart (The Official Charts Company)   | 3               |
| Reino Unido — UK R&B Chart (The Official Charts Company)      | 1               |
| Estados Unidos — Billboard 200                                | 9               |
| Estados Unidos — Top R&B/Hip-Hop Albums (Billboard)           | 2               |